# David S. Holmes
David Sheridan Holmes (ur. 1939) – profesor psychologii Uniwersytetu Kansas, profesor emeritus, autor wielu książek, artykułów i publikacji naukowych oraz współautor prac zbiorczych z dziedziny psychologii, autor koncepcji projekcji psychologicznych jako mechanizmów obronnych, która wyodrębnia cztery typy:
1. projekcja podobieństwa,
2. projekcja atrybutywna,
3. projekcja panglosowsko-kasandryjska,
4. projekcja komplementarna[4].